# Alecto

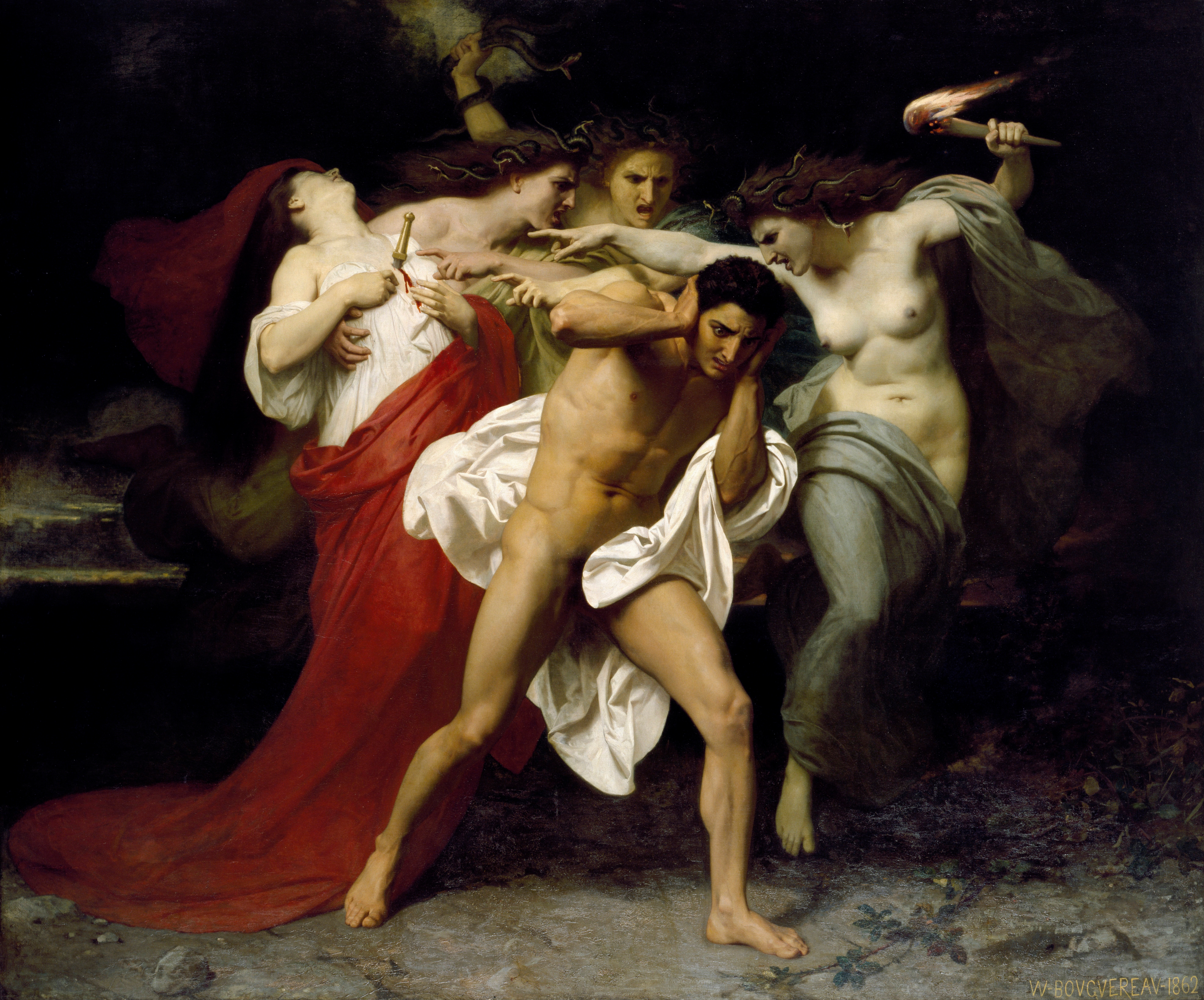
Orestes perseguido por las furias de William-Adolphe Bouguereau (1862)

En la mitología griega, Alecto (en griego antiguo Ἀληκτώ, ‘la ira implacable’) es una de las Erinias (o Furias de la mitología romana), hermana de Tisífone (la vengadora del asesinato) y de Megera (la celosa).
Según Hesíodo, era hija de Gea (la Tierra) fertilizada por la sangre derramada por Urano (el Cielo) cuando fue castrado por Crono.
Alecto es la Erinia encargada de castigar los delitos morales[cita requerida] (tales como la cólera, la ira, la soberbia, etcétera), sobre todo si son delitos contra los mismos hombres. Su función es muy parecida a la de Némesis, con la diferencia de que esta última castiga los delitos morales contra los dioses.

## En los Clásicos
En la Eneida de Virgilo, Juno evoca a Alecto para que le ayude a provocar la guerra entre laurentinos y troyanos y con ello manchar de sangre el himeneo de Turno y Lavinia (que dará origen al linaje gobernante del posterior imperio romano). Designio este, de su esposo y rey de los dioses de olimpo: Júpiter.
De este modo describe Virgilio a la Furia:
"... y, terrible, descendió [Juno] a la tierra. De la mansión de las horribles Furias, de la tenebrosa morada infernal, evoca a la cruel Alecto, que se complace en las funestas guerras, en las venganzas, en las traiciones, en las calumnias: monstruo odioso aun a Plutón, odioso a sus hermanas del Tártaro, toma toda suerte de repugnantes formas; su rostro da espanto; pululan en su cabeza sierpes."
Más adelante, en boca de Juno, sobre las capacidades de la "virgen hija de la noche"; Virgilio agrega:
"Tu puedes armar uno contra otro a los hermanos más unidos, turbar con odios la paz de las familias, introducir tus teas funestas y la ponzoña de tus sierpes en los hogares; mil recursos tienes, mil medios de dañar. Luce tu genio fecundo: rompe la alianza poca ha concluida [entre Eneas y Latino, quien le ofrece a su hija por esposa], siembra agravios para encender la guerra, y que en un mismo arrebato desee la juventud, pida, coja las armas."
Fiel a su descripción, la desatada Furia emplea distintas estrategias para exacerbar los furores bélicos a través víctimas escogidas: A Amata, esposa de Latino, le suelta una de sus serpientes. La cual se desliza imperceptible hasta la cabeza de la reina insuflándole el veneno de la intriga que poco a poco la va consumiendo hasta rayar en el delirio. A Turno (príncipe de Ardea, pretendiente de Lavinia) se le aparece en un sueño trasmutada en la sacerdotisa Calibe (consagrada a Juno). Contrario a su apariencia, no trata de esconder sus propósitos con palabras y le habla directo: incitándolo a reclamar sus derechos como heredero del trono de Laurente, a desconocer la voluntad de Latino y a declarar la guerra a los teucros y sus aliados. Inmutable, el príncipe no se deja persuadir y le replica con una insolencia que hace que Alecto arda en ira y, ante el pasmo de su interlocutor, adquiera su verdadera forma profiriendo esta palabras:
"Esta es la vieja gastada por la decrepitud y asustadiza, a quien la senilidad de su débil corazón arranca vanas profecías sobre las querellas de los reyes [en referencia a los insusltos de que fue objeto] ¡Mira: vengo de la mansión de las Furias; traigo en mi mano la guerra y la muerte.
Dice, y le hunde al joven en el pecho una tea, un tizón humeante de apagado resplandor."
Al despertar Turno, hierve en su sangre la ira y busca con ansias el hierro fatal.
Su tercera víctima es el núbil Iulo (hijo de Eneas). Resulta notorio aquí, que al no haber en el ánimo de la víctima elementos suficientes para exaltar los furores; tenga "la virgen de Cocito" que recurrir a la causalidad y las circunstancias (en parte creadas por ella) para hacer estallar la guerra (véase La Eneida, Libro VII)
En otras partes, el poeta hace mención de las negras alas que utiliza Alecto para desplazarse y de su funesto látigo con el que fustiga sin piedad a los condenados a expiar sus crímenes en los dominios de Radamanto en el Tártaro (tarea que comparte con sus hermanas).